# Quận Lincoln, Nevada

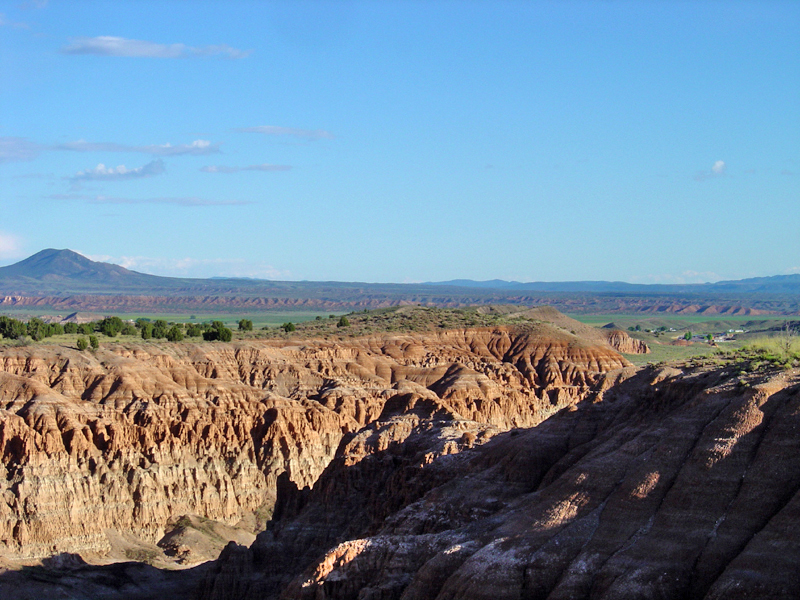
Hẻm núi Giáo đường gần Panaca

Quận Lincoln là một quận thuộc tiểu bang Nevada, Hoa Kỳ.
Theo điều tra dân số năm 2000 của Cục điều tra dân số Hoa Kỳ, quận có dân số 4165 người. Quận lỵ đóng ở Pioche6.